# Кэмпбелл-Крик (Аляска)
Кэмпбелл-Крик (англ. Campbell Creek) — река на юго-западе штата Аляска, США. Имеет протяжённость 34 км и впадает в Залив Кука (другое название Кенайский залив). Река богата разными видами рыбы, среди которых основным являются лососевые.

## Описание
Прежде чем европейские исследователи и поселенцы достигли берегов реки Кэмпбелл-Крик, эти местности населяли коренные племена Танаина. Они занимались рыболовством (голец, лосось, горбуша) и охотой на лосей, медведей, бобров, а также на тюленей в заливе Кука, где находится устье реки. Танаины называли реку Qin Cheghitnu или Crying Ridge Creek. Европейское название Кэмпбелл-Крик является производным от местности Кэмпбелл, где встречаются рукава Кник и Турнагаин в заливе Кука. Свое название местность получила 4 мая 1749 года, когда исследователь Джозеф Уидби назвал её в честь генерал-губернатора Ямайки Джозеф Кэмпбелла, у которого он был вместе с капитаном Джозефом Ванкувером в 1785 году. Основное русло реки образуется на стыке Северного и Южного рукавов. Далее река течет в юго-западном направлении через озеро Кэмпбелл, прежде чем достигнуть рукава реки Турнагаин. Водораздел Кэмпбелл-Крик включает в себя ряд притоков, в том числе Маленький Кэмпбелл-Крик, Нижний Кэмпбелл-Крик и Средний рукав. Кэмпбелл-Крик проходит через множество парков, открытых пространств и озёр.